# Tanyconops luteus
Tanyconops luteus är en tvåvingeart som beskrevs av Schneider 2010. Tanyconops luteus ingår i släktet Tanyconops och familjen stekelflugor. Inga underarter finns listade i Catalogue of Life.